# Sian Lewis
Sian Lewis (8 ottobre 1976) è una pentatleta britannica.

## Palmarès
In carriera ha conseguito i seguenti risultati:
- Mondiali:

Città del Messico 1998: argento nel pentathlon moderno a squadre.
Budapest 1999: oro nel pentathlon moderno staffetta a squadre ed argento a squadre.
Pesaro 2000: argento nel pentathlon moderno staffetta a squadre.
Millfield 2001: oro nel pentathlon moderno a squadre.
Pesaro 2003: oro nel pentathlon moderno a squadre.
- Europei

Tampere 1999: argento nel pentathlon moderno a squadre.
Székesfehérvár 2000: argento nel pentathlon moderno a squadre.
Sofia 2001: oro nel pentathlon moderno a squadre.
Usti nad Labem 2002: oro nel pentathlon moderno a squadre, argento staffetta a squadre e bronzo individuale.
Usti nad Labem 2003: bronzo nel pentathlon moderno a squadre.